# António Teixeira de Sousa
António Teixeira de Sousa, igualmente conhecido como Teixeira de Sousa (Sabrosa, Celeirós, 5 de Maio de 1857 — Porto, Santo Ildefonso, 5 de Junho de 1917) foi um médico termalista transmontano, político , escritor, deputado, par do reino, ministro de estado e líder do Partido Regenerador. Presidiu ao último governo da monarquia constitucional de Portugal, sendo deposto pela Revolução de 5 de Outubro de 1910.

## Biografia

### Vida pessoal e educação
António Teixeira de Sousa frequentou o Liceu de Vila Real a partir de 1874, sendo um aluno aplicado e distinto. Inscreveu-se em 1877 nos preparatórios de medicina na Academia Politécnica do Porto, entrando no ano seguinte para a Escola Médico-Cirúrgica do Porto, onde terminou o curso em 1883, com uma dissertação sobre Enervação do coração. Foi um aluno brilhante, recebendo o Prémio Macedo Pinto, criado para galardoar o médico mais distinto que saísse daquela instituição.

### Carreira profissional e política
Ainda em 1893, foi nomeado médico municipal de Valpaços, lugar que trocou no ano seguinte pelo de director técnico do Estabelecimento Termal das Pedras Salgadas, cargo que ocupou até 1897. Em 1895 foi nomeado cirurgião ajudante do exército, sendo pelos documentos científicos e literários que apresentou, classificado como o mais antigo dos 30 médicos que na mesma ocasião foram nomeados.
Accionista da Empresa das Águas do Vidago, foi eleito procurador à Junta Geral do Distrito de Vila Real, pelo concelho de Alijó, e como este lugar fosse incompatível com o de médico militar, abandonou o exército no mesmo ano, servindo até à extinção das Juntas Gerais, várias vezes como membro da comissão executiva. Entretanto exercia a clínica termal nas Pedras Salgadas e em Vidago e publicou algumas obras sobre termalismo.
Adepto do Partido Regenerador, em 1889 foi eleito deputado por Alijó, iniciando uma carreira política em Lisboa, que o levaria à liderança do partido e à presidência do ministério. Como membro destacado do Partido, assumiu, nos últimos anos da monarquia, um crescente protagonismo: Inspector da Companhia de Tabacos de Portugal de 1891 a 1900, Administrador Geral das Alfândegas de Maio a Outubro de 1904; Governador do Banco Nacional Ultramarino de Fevereiro de 1909 a 1910; e membro, e finalmente presidente do ministério, dos governos daquele partido.

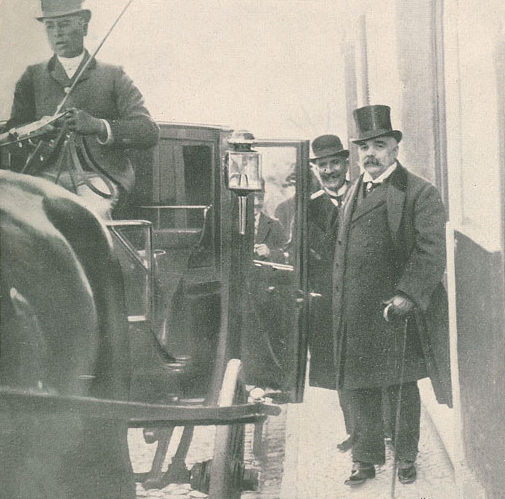
Teixeira de Sousa, à saída da assembleia em que foi aclamado líder do Partido Regenerador, em Janeiro de 1910

Nos governos regeneradores de Hintze Ribeiro exerceu os cargos de Ministro da Marinha e Ultramar e Ministro do Ultramar de 25 de Junho de 1900 a 28 de Fevereiro de 1903, e Ministro dos Negócios da Fazenda, desde aquela data até 20 de Outubro de 1904. Retoma a pasta da fazenda de 21 de Março a 19 de Maio de 1906, em novo governo de Hintze Ribeiro, onde representava a tendência percebida como mais próxima de João Franco.
Eleito líder do Partido Regenerador a 23 de Dezembro de 1909, quase de imediato forma governo a convite do rei D. Manuel II. Governou de 26 de Junho a 4 de Outubro de 1910 (102 dias), sendo deposto pela revolução republicana de 5 de Outubro de 1910. Foi o último presidente do Conselho (atual primeiro-ministro) da monarquia constitucional portuguesa.
Era amigo pessoal de Afonso Costa, Bernardino Machado, Brito Camacho e França Borges, sendo reputado um liberal à antiga e adepto confesso das liberdades cívicas, de tal forma que, quando em 28 de Janeiro de 1908 foi jugulada uma conspiração conjugada entre dissidentes progressistas e republicanos, o líder progressista José de Alpoim procurou refúgio em sua casa. Afastado da vida política pelo advento da República, faleceu no Porto, no Hotel Francfort, em Santo Ildefonso, a 5 de junho de 1917, vítima de uma síncope cardíaca, sendo sepultado no cemitério de Sanfins do Douro.
Encontra-se colaboração da sua autoria no jornal humorístico A Paródia (1900-1907).

## Obras publicadas
Para além de várias obras sobre termalismo, foi autor das seguintes obras de carácter autobiográfico e justificativo:
- Para a História da Revolução, Coimbra, 1912;
- A Força Pública na Revolução, Coimbra, 1913;
- Responsabilidades Históricas (Política Contemporânea), Coimbra, 1917.